# Famille Grimod
Grimod est le patronyme d'une famille éteinte de la noblesse française composée de financiers originaires du Lyonnais, active du XVIIe au XIXe siècle. Elle donna plusieurs fermiers généraux.
Leur noblesse remonte à Jean-Baptiste Grimod (1601-1680), notaire royal à Givors, bourgeois de Lyon, titré seigneur de Montgelas, fils d'une lignée de marchand-boucher. 
Marié à Angélique Gallien en 1645, le couple a deux fils : André Antoine (dont postérité) et César (branche éteinte).
André Antoine (1647-1724) obtient le 26 mars 1697 une charge de secrétaire du roi. Il est seigneur de Montgelas Beauregard et Saint-Paul-en-Lyon, avocat au Parlement, et dès 1689, directeur général des Fermes à Lyon (douanes et gabelles). Il épouse en 1684 Marguerite Le Juge (1654-1758), dame d’Aubais.
Le couple eut sept enfants dont cinq fils, donc autant de branches, parmi lesquelles : les Grimod de La Reynière, les Grimod du Fort titrés comte d'Orsay, et les Grimod de Verneuil.
Une partie des Grimod d'Orsay fait souche en Autriche où leur nom devient Grimaud, graf von Orsay, également éteinte en lignée masculine,. 

## Filiation des enfants de Marguerite et André Antoine
- 1. Marguerite Grimod de Montgelas (1684-1754) x  François Jean Baptiste de Mauvernay ;

- 2. François Alexis Grimod de Beauregard (1685-1765), fermier général, sans postérité ;

- 3. Jean Antoine Gaspard Grimod de La Reynière (1687-1754), fermier général x Marie Magdeleine Mazade, dame de Clichy La Garenne (1716-1776) ;
  - Laurent Jean Gaspard Grimod de La Reynière (1733-1793), écuyer et fermier général, x  Suzanne Françoise Élisabeth de Jarente de Sénart (1736-1815) ;
    - Françoise Thérèse Grimod de la Reynière (†1771) x Chrétien Guillaume de Lamoignon de Malesherbes ;
    - Marie Françoise Grimod de la Reynière (1725-?) x Jean Louis Moreau de Beaumont ;
    - Alexandre Balthazar Laurent Grimod de La Reynière (1758-1838), célèbre gastronome, sans postérité ;
    - Louise Marie Magdeleine Grimod de la Reynière (1744-1776) x Marc-Antoine de Lévis ;

- 4. Benoite Grimod de Montgelas (1691-?) x Louis Philippe Racine d'Ormoy, écuyer ;

- 5. Pierre Grimod du Fort (1692-1748), 1er comte d'Orsay fermier général x [en 3e noces] Marie Antoinette Félicité de Caulaincourt ;
  - Pierre Gaspard Marie Grimod d'Orsay, 2e comte d'Orsay, financier, x Marie Louise Albertine Amélie de Croy Molembais (1748-1772) ;
    - Jean-François Louis Gaspard Grimod, 3e comte d'Orsay, général de la Révolution et de l'Empire x Éléonore de Würtemberg-Montbéliard, baronne de Franquemont (1771-1833) ;
      - Alfred Guillaume Gabriel Grimod d'Orsay (1801-1852), dandy et artiste – sans postérité ;
      - Anna [Ida] Quintina Albertine d’Orsay (1802-1882) x Antoine IX Héraclius de Gramont – descendance, cf. Maison de Gramont ;

    - x [1784]  Marie Anne Elisabeth Josèphe von Hohenlohe Bartenstein Waldenburg (1760–1811) ;
    - Maximilian Grimaud, Graf von Orsay (1789-1869) x Maria Dominica di Laterano e Castelromano (1789-1847) ;
      - Ida Grimaud, Gräfin von Orsay (1816-1894) x Joseph, Graf von Orsini und Rosenberg ;

- 6. Antoine François Grimod de Verneuil (1696-1765) x  Henriette Adélaïde de Tilly ;
  - Marie Gaspardine Grimod de Verneuil (1738-1804) x Jean Charles Bouvet
    - Marie Jeanne Louise Philiberte Bouvet de Verneuil (1759-1838) x Charles Jacob
      - Alexandrine de Bleschamp, épouse de Lucien Bonaparte

  - Marguerite Grimod x Charles Mauverney
    - Françoise Mauverney x François Gavault
      - Marguerite Gavault x Jean-Louis des Roys
        - Alix de Lamartine, mère d'Alphonse de Lamartine

- 7. Marie Philiberte Grimod de Montgelas (?-?) x [1712] Claude François Dumas de Corbeville ; x marquis de Prange.

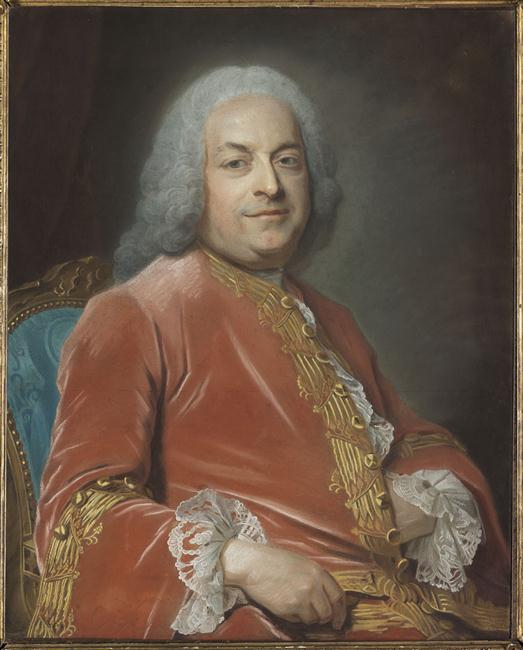
Antoine Gaspard Grimod de La Reynière
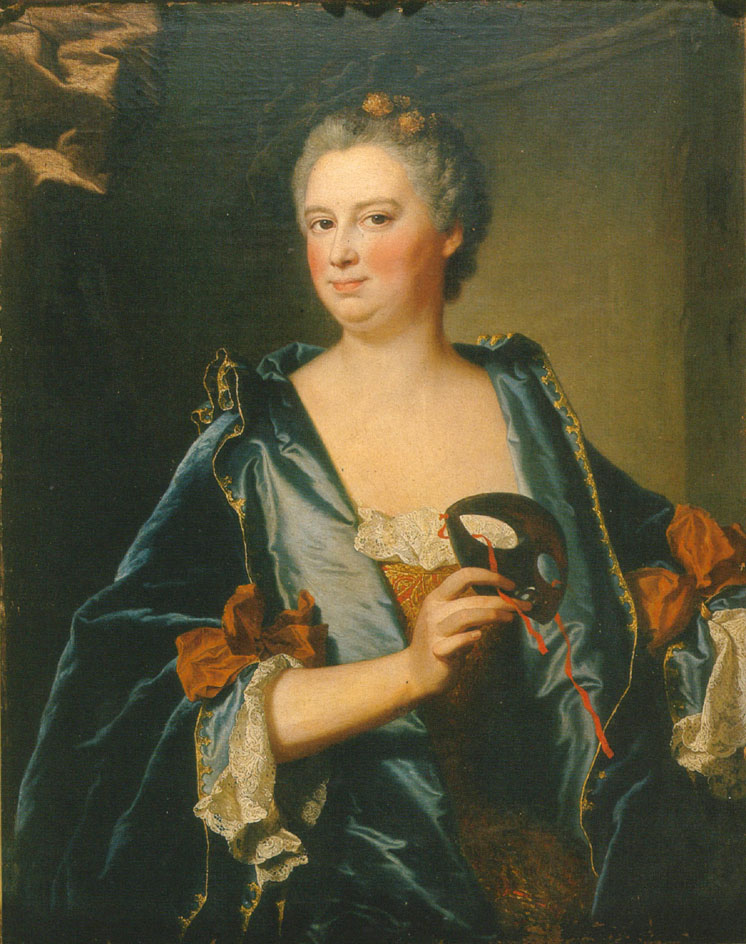
Marie-Madeleine épouse Grimod de La Reynière
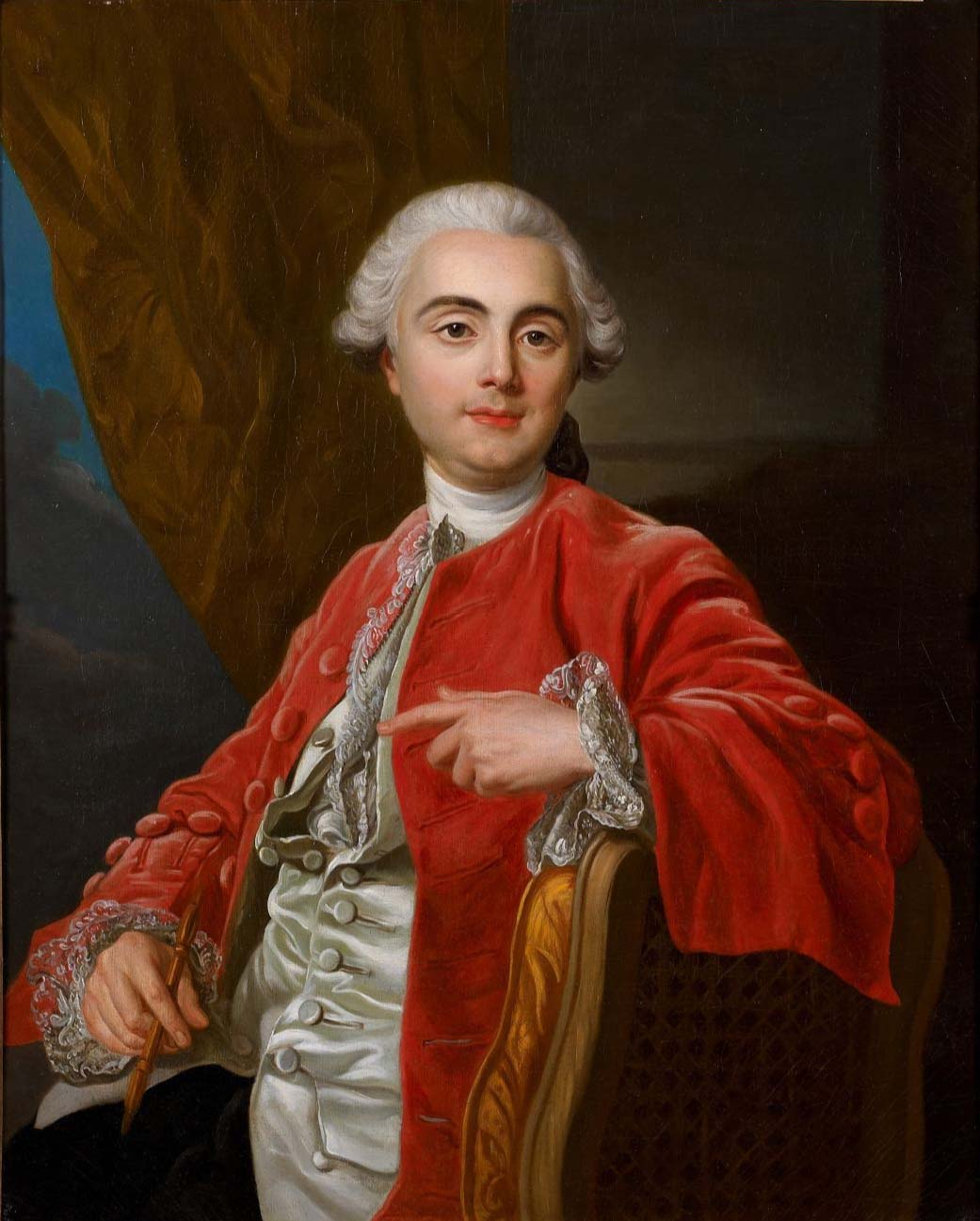
Laurent Grimod de La Reynière
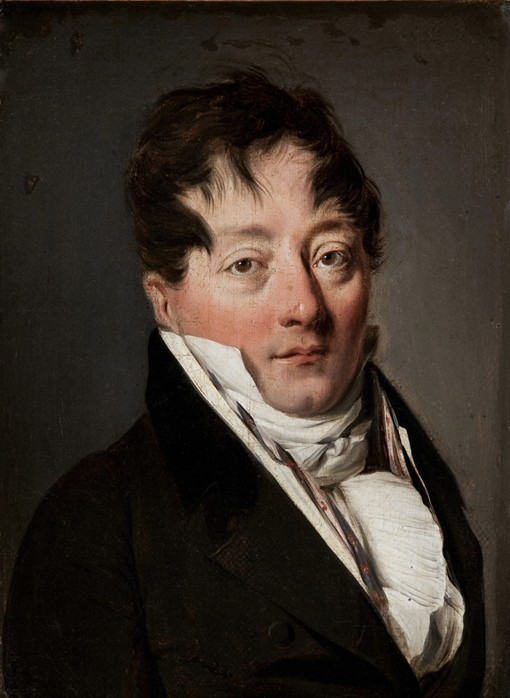
Alexandre Balthazar Laurent Grimod de La Reynière
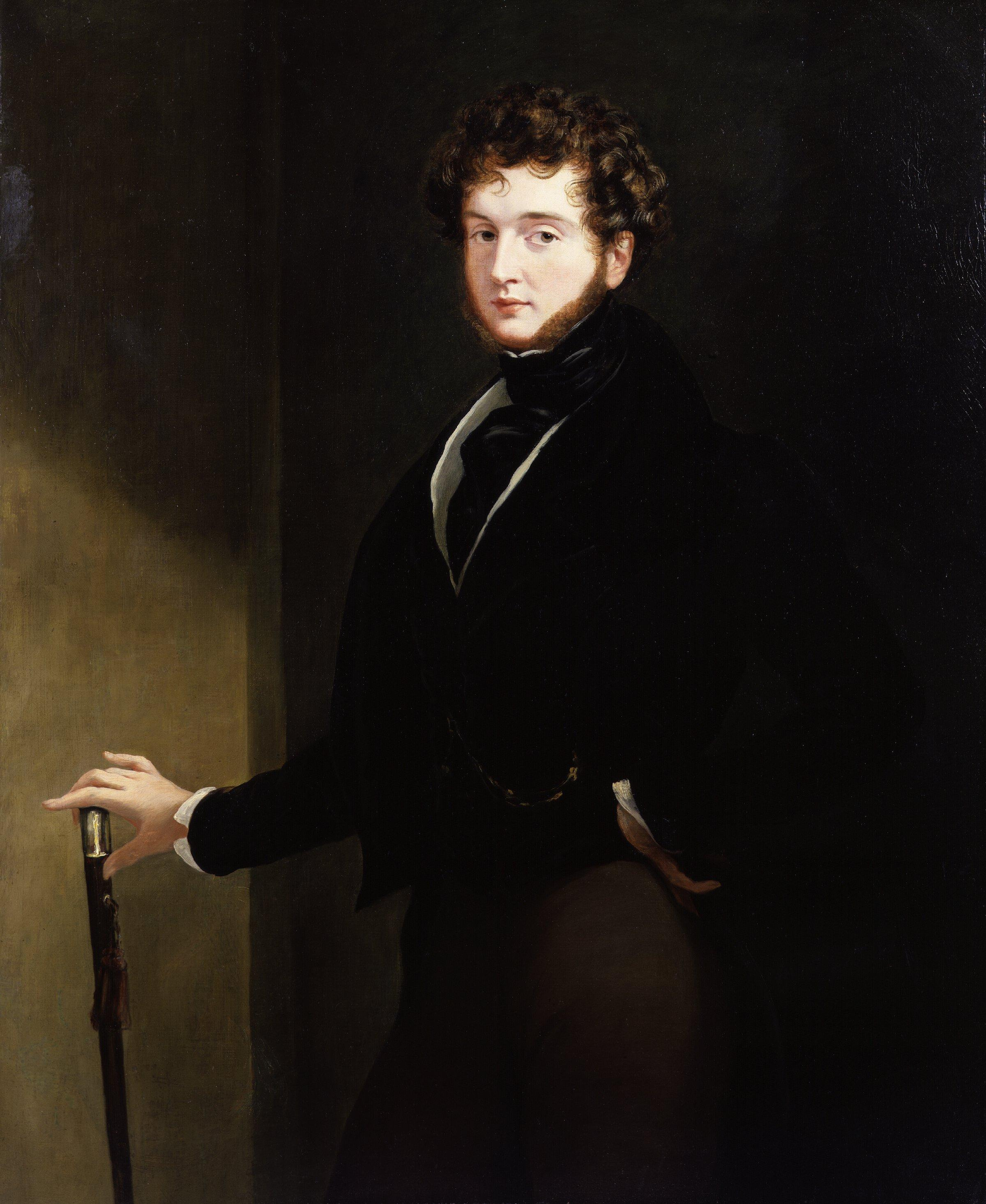
Alfred d'Orsay

## Demeure

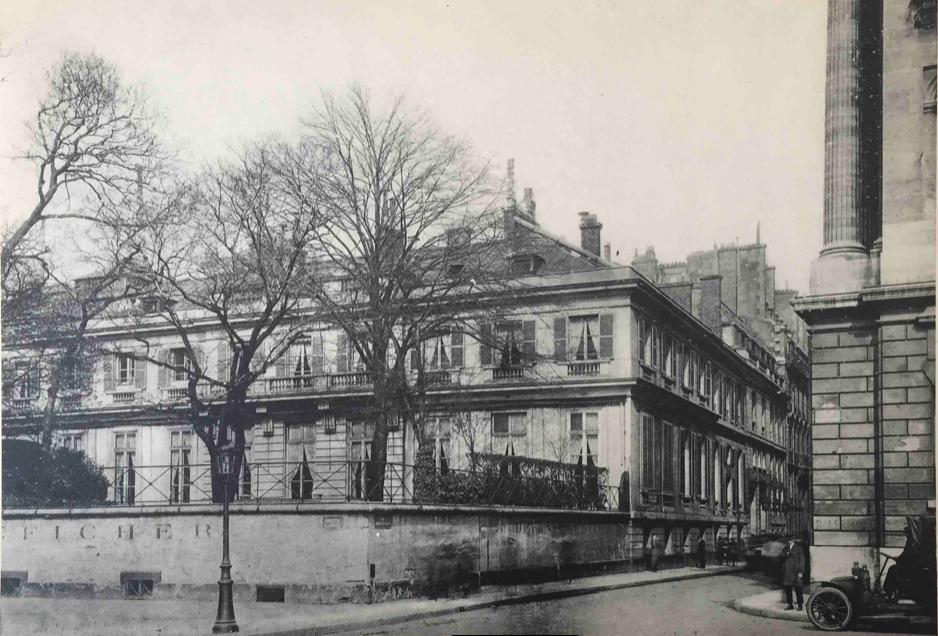
Hôtel Grimod de La Reynière

- Hôtel Grimod de La Reynière